# Jabbar Garyaghdioglu
Jabbar Garyaghdioglu (en azerí: Cabbar Qaryağdıoğlu) fue destacado cantante de mugam y de música tradicional, el artista del pueblo de la RSS de Azerbaiyán (1935).

## Biografía

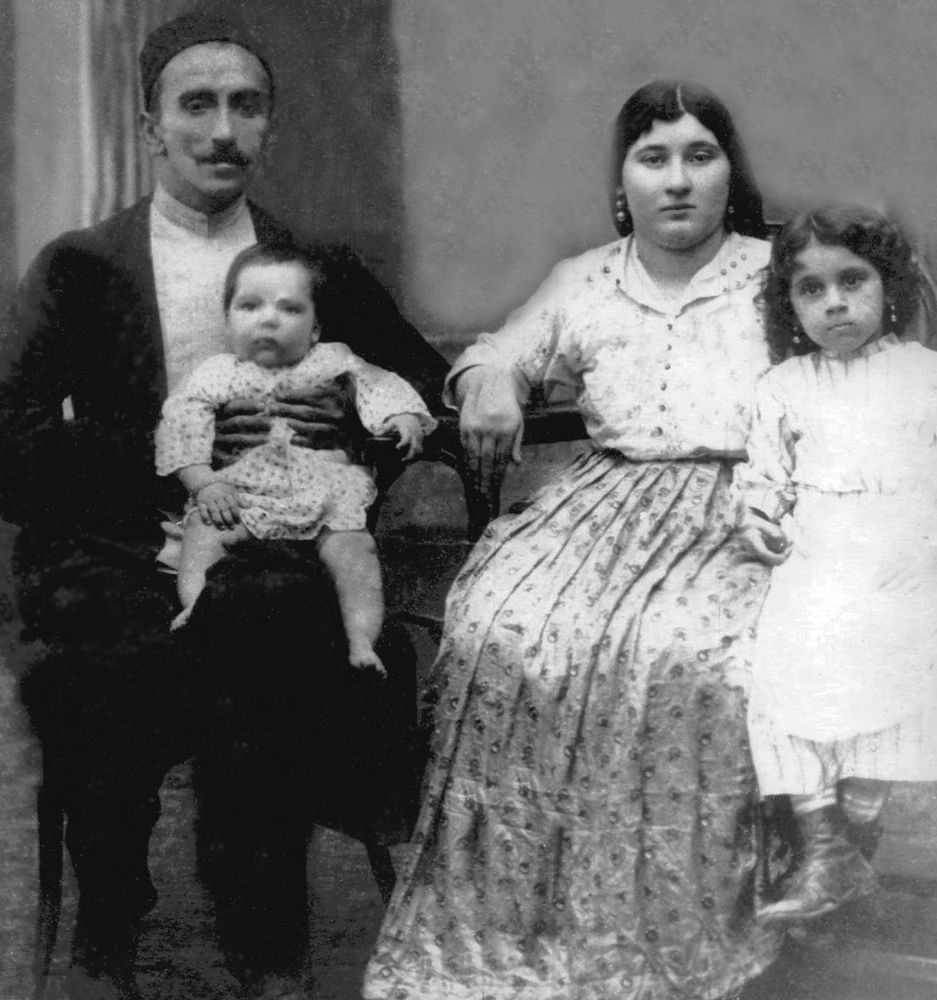
Jabbar Garyaghdioglu con su familia

Jabbar Garyaghdioglu nació el 31 de marzo de 1861 en Şuşa. En 1871-1876 Jabbar ingresó a la escuela, donde estudió la teoría de música y el idioma persa. Hasta los 20 años él interpretó principalmente en su tierra natal, Karabaj, pero pronto se hizo famoso en otras partes de Transcaucasia y luego realizó una gira por Irán y Asia Central.
Jabbar Garyaghdioglu fue el primer xanəndə que cantó mugam en teatro y conciertos. En 1897, en Şuşa se representó la escena musical "Majnun en la tumba de Leyli" (desde el poema “Leyli y Majnun” de Nezamí Ganyaví), bajo la dirección del escritor y dramaturgo Abdurrahim bey Hagverdiyev, que protagonizada por Jabbar Garyaghdioglu. La actuación causó gran impresión en el público. 
En 1901 Garyaghdioglu se mudó a Bakú. Entre 1906 y 1912 visitó Kiev, Moscú y Varsovia. Después de sovietización Jabbar enseñó la música clásica en la Academia de Música de Bakú y fue solista de la Filarmónica Estatal de Azerbaiyán. En 1916 Jabbar Garyaghdioglu participó en la película azerí "Neft və milyonlar səltənətində" ("En el reino de petróleo y millones").
Durante su larga carrera musical, grabó unas 500 canciones y músicas tradicionales. Su creatividad fue admirada por Uzeyir Hajibeyov, Fiódor Chaliapin, Serguéi Yesenin, Bulbul y Reinhold Glière. En la Gran enciclopedia soviética se lo define como el mejor xanəndə y el experto de música de Azerbaiyán.

## Premios y títulos
- Artista del Pueblo de la RSS de Azerbaiyán (1935)
- Orden de la Insignia de Honor